# Mosquée Al Fateh
La Mosquée Al Fateh, aussi appelée Grande mosquée Al Fateh ou Centre islamique Al Fateh, située à Manama, est la plus grande mosquée de Bahreïn.
Elle peut accueillir jusqu'à 7 000 personnes.